# エレーナ・ヴェルベ
エレーナ・ヴェルベ（Yelena Walerjewna Välbe、ロシア語: Елена Валерьевна Вяльбе、1968年4月20日 - ）は、ソビエト連邦マガダン州マガダン出身の元クロスカントリースキー選手。1980年代後半から1990年代に活躍、数々の歴代最多記録を樹立した。

## プロフィール
1987年2月28日にラハティの5kmでクロスカントリースキー・ワールドカップにデビュー、8位となった。
1988-1989シーズンから本格的に国際大会に参戦、1988年12月14日に15kmでワールドカップ初勝利をあげ、1989年ノルディックスキー世界選手権では10kmフリー走法と30kmで金メダル、リレーでは銀メダルと計3個のメダルを獲得した。ワールドカップでは5勝をあげて総合優勝。
翌1989-1990シーズンはラリサ・ラズチナに次いで総合2位。
1991年ノルディックスキー世界選手権では10kmと15km、リレーの3種目で金メダルを獲得、30kmでは銀メダルを獲得、ワールドカップでは8勝をあげて自身2度目の総合優勝を達成した。
自身初のオリンピックとなった1992年のアルベールビルオリンピックではリレーで金メダル、個人4種目すべてで銅メダル獲得と活躍した。このシーズンのワールドカップでも2年連続3度目の総合優勝を果たした。1992年のホルメンコーレン・メダルを獲得。
1993年ノルディックスキー世界選手権では15kmとリレーで金メダルを獲得、ワールドカップ総合では2位。
1994年のリレハンメルオリンピックでは個人種目は6位入賞が最高だったがリレーで2大会連続の金メダルを獲得。このシーズンのワールドカップ総合は3位だった。
1995年ノルディックスキー世界選手権ではリレーと30kmで金メダル獲得、15kmで銀メダルを獲得した。1994-1995シーズンのワールドカップでは通算4度目の総合優勝。
1997年ノルディックスキー世界選手権では最初の種目15kmで金メダルを獲得したが、2種目目の5kmではリュボーフィ・エゴロワに敗れて2位となった。次のパシュートでは写真判定でステファーニア・ベルモンドに競り勝ち金メダル。この後、5kmで1位となったエゴロワがドーピング検査で陽性となり金メダル剥奪、ヴェルベが繰り上がって金メダルとなった。更にリレーと30kmでも金メダルを獲得し、史上はじめて全5種目で優勝した。また世界選手権通算14個の金メダル獲得は歴代最多。
ワールドカップでは通算40勝に到達（シーズン終了時44勝）し5度目の総合優勝を達成した。
1998年の長野オリンピックではリレーで3大会連続の金メダルを獲得。このシーズン限りで現役を引退した。
現役引退後は2004年から2006年までロシアスキー連盟の副会長を務めるとともに2006年トリノオリンピックではロシアクロスカントリースキーチームの監督を務めた。
2010年6月にロシアスキー連盟会長に選出された。
クロスカントリースキー・ワールドカップ通算45勝は2010-2011シーズンに、表彰台回数81回（2位20回、3位16回）は2011-2012シーズンにそれぞれマリット・ビョルゲンが更新するまで歴代最多記録、また総合優勝5回は2013年現在も歴代最多である。1988-1989から1996-1997の9シーズン連続して総合3位以内に入っている。